# Hypokopelates ultramarina
Hypokopelates ultramarina är en fjärilsart som beskrevs av Henry Stempffer 1964. Hypokopelates ultramarina ingår i släktet Hypokopelates och familjen juvelvingar. Inga underarter finns listade i Catalogue of Life.